# Randia hidalgensis
Randia hidalgensis är en måreväxtart som beskrevs av David H. Lorence. Randia hidalgensis ingår i släktet Randia och familjen måreväxter. Inga underarter finns listade i Catalogue of Life.